# Bradybaeninae
Famille
Bradybaeninae, ou Bradybaenidae, est une famille ou une sous-famille d'escargots terrestres. La seule espèce présente en Europe est Fruticicola fruticum.

## Taxonomie
À la fin des années 1990, des travaux phylogéniques démontrent la proximité des Bradybaenidae avec les Camaenidae d'Asie et d'Australasie, auxquels ils seraient mêlés,. Progressivement, on en est venu à requalifier les Bradybaenidae en une sous-famille des Camaenidae, les Bradybaeninae.

## Étymologie
Ce nom signifie "ceux qui marchent lentement", et a été dérivé du nom de genre Bradybaena, créé par le malacologiste Henrik Henriksen Beck en 1837, de brady-, du grec ancien βραδύς, bradys, "lent", et de βαίνω, baino, grec ancien, "marcher". 

## Liste des genres
Selon ITIS :
- Bradybaena Beck, 1837 ;
- Monadenia Pilsbry, 1895.